# Crown Jewel 2024
Het Crown Jewel 2024 was een  professioneel worstel-pay-per-viewevenement geproduceerd door het Amerikaanse bedrijf WWE. Het was de zesde Crown Jewel  en vond plaats op  zaterdag 2 november 2024 in de Mohammed Abdo Arena in Riyad, Saoedi-Arabië. Het evenement werd uitgezonden via pay-per-view (PPV) en livestreaming, en vond plaats voor worstelaars van de Raw- en SmackDown-merkdivisies van de promotie. Dit wordt het 12e evenement dat WWE in Saoedi-Arabië organiseert onder een 10-jarig partnerschap ter ondersteuning van het Saudi Vision 2030-plan.

## Productie

### Achtergrond
Begin 2018 begon de Amerikaanse professionele worstelorganisatie WWE een 10-jarig strategisch multiplatformpartnerschap met het Ministerie van Sport (voorheen de Algemene Sportautoriteit) ter ondersteuning van Saudi Vision 2030, het sociale en economische hervormingsprogramma van Saoedi-Arabië. Crown Jewel z werd later datzelfde jaar opgericht en groeide uit tot het belangrijkste terugkerende evenement binnen dit partnerschap, dat in Riyad, de hoofdstad van Saoedi-Arabië, wordt gehouden eind oktober of begin november. Het zesde Crown Jewel en het 12e evenement in het Saoedische partnerschap werd aangekondigd op 25 mei 2024, tijdens King and Queen of the Ring, en staat gepland voor zaterdag 2 november 2024 in de Mohammed Abdo Arena. Het evenement zal wereldwijd worden uitgezonden via pay-per-view en zal beschikbaar zijn voor livestreaming op Peacock in de Verenigde Staten en op het WWE Network in de meeste internationale markten. Het zal worstelaars van de Raw- en SmackDown-merkdivisies bevatten. Dit wordt de laatste Crown Jewel die live wordt uitgezonden op het onafhankelijke WWE Network, aangezien dit platform stopt met opereren in de beschikbare markten wanneer Netflix de rechten overneemt in januari 2025. 

### Verhaallijnen
Het evenement zal wedstrijden bevatten die voortkomen uit gescripte verhaallijnen. De resultaten worden vooraf bepaald door de schrijvers van WWE voor de Raw- en SmackDown-merken, terwijl de verhaallijnen zijn geproduceerd in de wekelijkse televisieshows van WWE, Monday Night Raw en Friday Night SmackDown.
Tijdens Bad Blood kondigde Paul "Triple H" Levesque, WWE Chief Content Officer, aan dat tijdens Crown Jewel de regerende wereldkampioenen voor mannen en vrouwen van Raw en SmackDown het tegen elkaar zouden opnemen. Hun titels zouden echter niet op het spel staan; in plaats daarvan zouden de respectieve winnaars worden gekroond tot Crown Jewel Champion en Women's Crown Jewel Champion. Hij kondigde ook aan dat dit een jaarlijkse wedstrijd zou worden voor Crown Jewel. Tijdens Bad Blood behielden Liv Morgan en Nia Jax hun respectieve titels—WWE Women's World Championship en SmackDown's WWE Women's Championship—waarmee de Women's Crown Jewel Championship-wedstrijd werd opgezet. De tegenstander van SmackDown's Undisputed WWE Champion Cody Rhodes zal worden bepaald door de World Heavyweight Championship-wedstrijd van Raw op de aflevering van 7 oktober, waarin de regerende kampioen Gunther het opneemt tegen Sami Zayn.

Nadat Bad Blood was afgelopen, legden fans videobeelden vast van Kevin Owens die Cody Rhodes aanviel terwijl hij zijn bus instapte. Dit gebeurde vermoedelijk omdat Rhodes bij Bad Blood samenwerkte met Roman Reigns, ondanks het feit dat zowel Owens als Rhodes de afgelopen jaren in een langdurige, verhitte rivaliteit verwikkeld waren met Reigns en diens oorspronkelijke Bloodline-factie. Dit zorgde ervoor dat Owens voor het eerst sinds 2022 een heel-wending maakte. Randy Orton, een gemeenschappelijke vriend van zowel Owens als Rhodes (en tevens Ortons Legacy-teamgenoot), probeerde de vrede te bewaren, maar Owens viel Orton aan op de parkeerplaats tijdens de aflevering van SmackDown op 11 oktober, omdat hij dacht dat Orton de kant van Rhodes had gekozen. Orton verzocht om een wedstrijd tegen Owens, maar dit werd geweigerd door SmackDown-algemeen directeur Nick Aldis, die verklaarde dat de beslissing om de wedstrijd niet toe te staan van hogerhand kwam. Orton ging vervolgens tijdens de aflevering van 25 oktober in gesprek met WWE CCO Triple H, die daarop een wedstrijd tussen Orton en Owens plande voor Crown Jewel.
Sinds juli waren Andrade en Carmelo Hayes in een vete verwikkeld, waarbij beide mannen elk drie overwinningen behaalden in een Best of Seven Series. Ook verdedigde LA Knight in deze periode met succes het United States Championship tegen zowel Andrade als Hayes, respectievelijk in de afleveringen van SmackDown op 20 september en 11 oktober. Voor de aflevering van 25 oktober werd een zevende wedstrijd (ook wel "game seven" genoemd) tussen Andrade en Hayes ingepland, waarbij de winnaar ook een toekomstige titelwedstrijd tegen Knight zou verdienen, die als speciale gastscheidsrechter fungeerde. De wedstrijd eindigde echter onbeslist nadat Knight beide mannen aanviel. Als gevolg van zijn acties plande SmackDown-algemeen directeur Nick Aldis een triple threat-wedstrijd op Crown Jewel, waarin Knight zijn titel moet verdedigen tegen zowel Andrade als Hayes.

## Wedstrijden
| # | wedstrijd | winnaars                                                            | Opmerkingen                                                              | Bron   |
| - | --- | ------------------------------------------------------------------- | ------------------------------------------------------------------------ | ------ |
| 1 | Gunther (Raw's World Heavyweight Champion) vs. Cody Rhodes (SmackDown's Undisputed WWE Champion)                                                       | Cody Rhodes                                                         | een tegen een wedstrijd voor het 1e WWE Crown Jewel Championship         | [ 4 ]  |
| 2 | Liv Morgan (Raw's Women's World Champion) vs. Nia Jax (SmackDown's WWE Women's Championship)                                                           | Liv Morgan                                                          | een tegen een wedstrijd voor het 1e WWE Women's Crown Jewel Championship | [ 4 ]  |
| 3 | Seth Freakin Rollins vs. Bronson Reed | Seth Freakin Rollins                                                | Een tegen een wedstrijd                                                  | [ 5 ]  |
| 4 | Randy Orton vs Kevin Owens | wedstrijd geannuleerd , No contest                                  | Een tegen een wedstrijd                                                  | [ 6 ]  |
| 5 | LA Knight (c) vs. Andrade vs. Carmelo Hayes | LA Knight                                                           | Triple Thread wedstrijd voor het WWE United States Championship          | [ 7 ]  |
| 6 | Jade Cargill and Bianca Belair (c) vs. Damage CTRL (Kairi Sane & Iyo Sky) vs. Meta-Four (Lash Legend & Jakara Jackson) vs. Chelsea Green & Piper Niven | Jade Cargill and Bianca Belair (c)                                  | Fatal Fourway wedstrijd voor het WWE Women's Tag Team Championship       | [ 8 ]  |
| 7 | The OG Bloodline (Roman Reigns en The Usos (Jey Uso & Jimmy Uso) vs. The Bloodline (Solo Sikoa, Tama Tonga, Tonga Loa, en of Jacob Fatu)               | The Bloodline (Solo Sikoa, Tama Tonga, Tonga Loa, en of Jacob Fatu) | Zes team tag match                                                       | [ 10 ] |